# OTO Melara Mod 56

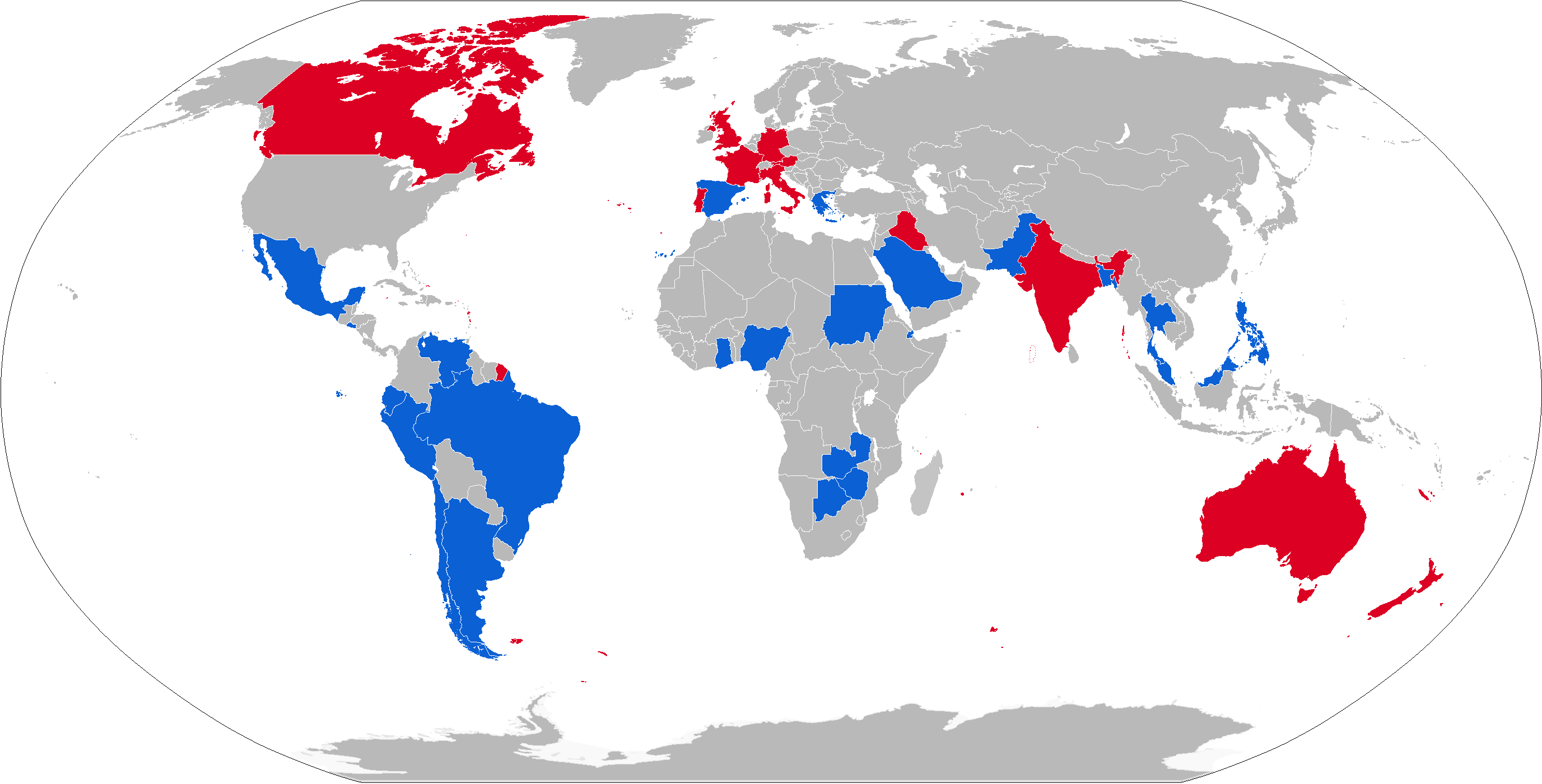
Usuários do canhão Mod em azul e ex utilizadores em vermelho.

O OTO-Melara Mod 56 é um canhão de 105 mm italiano de artilharia de montanha construído e desenvolvido pela empresa OTO-Melara. Desenvolvido nos anos 50, já foi usado por mais de trinta países mas agora está começando a ser aposentado por vários de seus usuários.